# Antipathes sarothrum
Antipathes sarothrum is een Antipathariasoort uit de familie van de Antipathidae. De wetenschappelijke naam van de soort is voor het eerst geldig gepubliceerd in 1932 door Pax.